# Selenia centrifasciata
Selenia centrifasciata är en fjärilsart som beskrevs av Barend J. Lempke 1970. Selenia centrifasciata ingår i släktet Selenia och familjen mätare. Inga underarter finns listade.